# Галапагос синдром
Галапагос синдром (Галапагос ефекат) је израз јапанског порекла који се користи у пословним студијама за означавање развоја изоловане гране глобално доступног производа. Израз се користи као аналогија делу О пореклу врста Чарлса Дарвина. Дарвин је на острвима Галапагос наишао на изоловану флору и фауну, која је претрпела еволутивне промене независно од копна. Ова појава је била кључна за развој еволуционе теорије. Дарвин је изјавио да су због разлике у окружењу од једног до другог острва, врсте прилагођене тако да опстанак постане одрживији у локалном окружењу сваког острва. Слично томе, развој робе „у релативној изолацији од остатка света због усредсређености на локално тржиште“ може довести до сличних производа.
Израз „Галапагос синдром“ коришћен је као метафора изван поља пословног жаргона. Израз "Галапагосизација" односи се на процес изолације јапанског „Галапагос - размишљања", повезујући овај процес са јапанским острвским менталитетом.

## Примери у Јапану

### Технологија

#### Мобилни телефони
Израз „Галапагос синдром" првобитно се односио на јапанске мобилне телефоне треће генерације, који су развили велики број специјализованих функција широко усвојених на јапанском тржишту, али нису биле успешни у иностранству.  Иако је првотна употреба термина била да се опишу високо напредни телефони који су неспојиви изван јапанских мрежа, јер је индустрија мобилних телефона доживела драстичне промене на глобалном нивоу, овај термин се користио да нагласи забринутост због различитих развојних путева јапанских мобилног телефона и оних у светској економији. Изведени израз је Гара-телефон (カ ラ ケ ー, гара-кеи), који се помешан са „мобилним телефоном“ (携 帯, кеитаи), користи за означавање јапанских карактеристичних телефона, за разлику од новијих паметних телефона
- Јапански мобилни телефони су попут ендемске врсте с којом се Дарвин сусрео на острвима Галапагос - фантастично су еволуирали и одвајали се од својих рођака на копну - објашњава Такесхи Натсуно, професор са токијског Универзитета Кеио. Јапански телефони пате од „Галапагосовог синдрома" - превише су комплексни за опстанак у иностранству.
- Oвај термин се од тада користи за сличне појаве на другим тржиштима.

#### Банкомати
Широм Јапана, већина од yкупно 190 000 банкомата не прихвата банкарске и кредитне картице које су издате ван земље. Тренутно само око 20.000 пошта и робних кућа дозвољава преузимање готовине помоћу не-јапанских банковних картица. Због притиска јапанске владе који се тиче овог питања, до 2020. године процењује се да ће број банкомата који прихватају картице издате ван Јапана порасти са 48.000 на 80.000. Упркос све већем броју међународних туриста у Јапану, земља и даље привлачи релативно мало туриста према Светској туристичкој организацији Уједињених нација, на којој је Јапан заузео 27. место на листи најпосећенијих земаља у 2013.

#### Wallet phone
2004. године у Јапану је представљен wallet phone као средство koje омогућава мобилно плаћање уз бројне друге апликације. На неки начин се wallet phone може посматрати као претходник мобилних алата за плаћање који су касније објављени на глобалном тржишту, као што су Apple Pay или Google Wallet. Комплетна интеграција више алата који служе да се класични новчаник учини сувишним, јер телефон омогућава да се на њему организују све врсте плаћања, карте за воз или друге свакодневне потребе. На многе начине јапанска бесконтактна инфраструктура била је супериорна у односу на тренутно стање у остатку света.

### Јапанско тржиште аутомобила

#### Кеи аутомобили
Кеи аутомобили („лаки аутомобили") су мали четвороточкаши / аутомобили који имају мотор мањи од 660 кубних центиметара и уживају повлаштени третман у виду пореских погодности и нижих трошкова осигурања. Првобитно је јапанска влада подстакла употребу тих „лаких аутомобила“. У овој категорији аутомобила налази се више различитих типова аутомобила укључујући спортске аутомобиле, миниванове и комерцијална возила. Међутим, аутомобили Кеи не сматрају се профитабилним на извозним тржиштима и зато су део само јапанског аутомобилског тржишта. Упркос безначајном глобалном успеху, главни јапански произвођачи аутомобила као што су Сузуки, Мицубиши, Даихатсу и Хонда, још увек производе моделе који припадају категорији Кеи аутомобила. Пошто аутомобил Кеи има значајан удео на јапанском тржишту аутомобила, јапански произвођачи аутомобила их не могу игнорисати. Иако су регулаторне разлике између Кеи аутомобила и аутомобила од 1 литра прилично мале, пореска корист од Кеи аутомобила је знатна. До порезне реформе у 2013. години, стопа пореза на возила Кеи била је четвртина од једнолитарских аутомобила (¥ 7200 према ¥ 29500). Ова значајно нижа пореска стопа скупила је много критика од европских и америчких произвођача аутомобила, па због тога ЕУ, САД и Тојота не праве аутомобиле Кеи. Јапанска влада је 2013. године ревидирала закон о порезу на возила. Нови закон о порезу на возила ступио је на снагу 2015. Са новим законом о порезу на возила, стопа пореза на возила за Кеи је око 36% од оне на аутомобиле од 1 литра (¥ 10800 према ¥ 29500).

## Руковање јапанским Галапагос синдромом
Постоје многа повезана питања са могућношћу надметања на међународном извозном тржишту. Да би оживели делове јапанске економије који су претрпели "галапагонизацију", погођена предузећа морала су да пронађу разлоге који су одговорни за развој.
Галапагонизација Јапана се наставља. Према истраживању објављеном данас, шокантне две трећине радника белих оковратника у земљи рекло је да не желе да раде у иностранству ... икад.

### Разлози за проблем и с тим повезане последице за предузећа
Штавише, ово је навело бројне јапанске компаније да прилагоде своје пословне стратегије. Хироши Микитани, генерални директор компаније за е-трговину Ракутен, у средишту проблема види искључиво коришћење Јапанаца на радним местима. Пратећи своје уверење да ће „језик отворити очи за„ глобално “, и ви ћете се ослободити ове конвенционалне мудрости чистог Јапана“, суоснивач и извршни директор Ракутена поставио је енглески језик главним језиком у компанији. Др Џерард Фасол, једини европски члан „Галапагосове истраживачке групе“ Еуро Технолоџи Јапан, изјавио је да је још један разлог неуспеха неких иновативних јапанских производа конзервативно уверење Европе када је реч о одређеним стандардима. У уверењу да ће побољшати међународну конкурентност Тадаши Јанаи, оснивач и председник компаније Фест Ритејлинг, одлучио је да промени начин рада компаније насупрот класичним јапанским пословним методама. Прелазак производње неких текстила из Јапана у југоисточну Азију био је прелазак на тржиште радне снаге са ниским платама које је имало за циљ да омогући конкурентност цена на међународном тржишту текстила. Други фактор који МекКинзи и Компани истиче је потреба да се јапанске компаније прилагоде јачој конкуренцији приликом уласка на глобална тржишта. То би требало да се догоди прихватањем размишљања на „нове и непознате начине о организацији, маркетингу и стратегији“, док ће традиционалне праксе које су помогле компанијама да постану велики играч на јапанском тржишту бити прекинуте. Упркос чињеници да су компаније почеле да се баве овим проблемом, који би могао бити повезан са повећањем укупне вредности извоза у последњих пет година, постоје забринутости због будуће галапагосизације Јапана.

### Будуће претње
Са старењем и смањивањем јапанске популације, чињеница да све мање и мање студената студира у иностранству како би стекли међународно оријентисано универзитетско образовање разлог је забринутости за будућност јапанске економије. Поред тога, постоји претпоставка да би млађа генерација могла појачати Галапагос ефекат због недостатка интересовања за међународно образовање и радна места. Кијоши Такеучи, професор социологије на универзитету Софија, каже да млада генерација има мање „амбиција и мотивације" као резултат страха да би погрешан потез могао имати негативне ефекте.

## Употреба израза који се односе на случајеве изван Јапана

### Кина
- Стивен Езел и Роберт Д. Аткинсон описују сличан феномен истичући повезане претње које би могле постојати за кинеску економију. Продаја неког производа у Кини могла би постати скупља за стране произвођача због чињенице да сада у своју фирму морају да уграде кинеске технолошке стандарде. Теоретски би то могло бити од користи домаћим произвођачима. Међутим, ово би такође могло довести до изолације одговарајућих домаћих произвођача због мање међународне конкурентности. „Кина је развила стандарде аутохтоне технологије ... основну компоненту своје стратегије индустријског развоја ... Али, користећи аутохтоне, а не глобалне технолошке стандарде за ИКТ производе, Кина ризикује да створи ефекат "острва Галапагос " који изолује Кинеске ИКТ производе, технологије и тржишта."[21][22]

### Европа
- Марк Леонард описује претње како се, насупрот предвиђањима која је изнео 2005. године, у својој књизи Зашто ће Европа покренути 21. век, политички развој Европске уније догодио изоловано и другачије него у било ком другом политичком систему у свету. „Европа се можда сада суочава са својим „Галапагос тренутком “. ... Можда је европски постмодерни поредак постао толико напредан и посебан свом окружењу да га други не могу пратити. Развио се у заштићеном екосистему, заштићеном од мишићавијег, "модернијег" света у којем живи већина људи.[23]

### САД
- Сједињене Државе су полако усвајале ЕМВ стандард за кредитне и дебитне картице (за разлику од картица са магнетним пругама), које су широко усвојене на другим местима, а трговци су навели трошкове унапређења хардвера и других система који ће га подржати. Рад на подстицању транзиције почео је 2015. године након низа значајних кршења података о малопродаји која су укључивала податке са кредитних картица. Пружаоци плаћања имплементирали су рокове под којима би се одговорност за превару пребацила на трговце уколико не би почели да прихватају ЕМВ плаћања до одређеног датума. Од априла 2016. године, 70% америчких потрошача имало је ЕМВ картице, а половина трговаца се усагласила од децембра 2016. Међутим, ово представљање суочило се са изазовима, укључујући трговце ЕМВ-ом компатибилним хардвером који не подржава ЕМВ трансакције због недостатак сертификата или софтверске подршке, и приговоре да обрада заснована на чиповима захтева више времена него превлачење картица.[24][25][26][27]
- „Тврди се да је аутохтона америчка аутомобилска индустрија патила од синдрома Галапагос - њени производи су се развијали одвојено од остатка света." [28]